# Campeonato Sudamericano Femenino Sub-20 de 2014
El Campeonato Sudamericano de fútbol Femenino Sub-20 de 2014 es la 6.ª edición de este torneo. El certamen se llevó a cabo en Uruguay del 13 al 31 de enero de 2014, en las ciudades de Montevideo —capital del país— y Fray Bentos, compitiendo las selecciones nacionales femeninas sub-20 de todos los países cuyas federaciones están afiliadas a la Conmebol.
Además, las selecciones sudamericanas que obtuvieron los primeros dos lugares consiguieron la clasificación a la Copa Mundial Femenina de Fútbol Sub-20 de 2014.

## Equipos participantes
Participaron las diez selecciones nacionales de fútbol afiliadas a la Conmebol, divididas en dos grupos:
| Equipos participantes | Equipos participantes | Equipos participantes | Equipos participantes | Equipos participantes |
| --------------------- | --------------------- | --------------------- | --------------------- | --------------------- |
| Argentina             | Bolivia               | Brasil                | Chile                 | Colombia              |
| Ecuador               | Paraguay              | Perú                  | Uruguay               | Venezuela             |

## Etapa clasificatoria
Los diez equipos participantes en la primera fase se dividieron en dos grupos de cinco equipos cada uno. Luego de una liguilla simple (a una sola rueda de partidos), pasaron a segunda ronda los equipos que ocuparon las posiciones primera y segunda de cada grupo.
En caso de empate en puntos en cualquiera de las posiciones, la clasificación se determinará siguiendo en orden los siguientes criterios:
- Diferencia de goles.
- Cantidad de goles marcados.
- El resultado del partido jugado entre los empatados.
- Por sorteo.

## Sorteo
El sorteo de los grupos de este campeonato se realizó el día domingo 17 de noviembre de 2013 en la ciudad de Montevideo, Uruguay. En aquel sorteo, Argentina y Brasil fueron cabezas de serie.

## Primera fase
- La hora de cada encuentro corresponde al huso horario que rige a Uruguay (UTC-2)

### Grupo A
| Equipo    | Pts. | PJ | PG | PE | PP4 | GF | GC | Dif. |
| --------- | ---- | -- | -- | -- | --- | -- | -- | ---- |
| Brasil    | 10   | 4  | 3  | 1  | 0   | 13 | 3  | 10   |
| Colombia  | 8    | 4  | 2  | 2  | 0   | 5  | 2  | 3    |
| Venezuela | 6    | 4  | 2  | 0  | 2   | 9  | 7  | 2    |
| Chile     | 2    | 4  | 0  | 2  | 2   | 2  | 6  | -4   |
| Uruguay   | 1    | 4  | 0  | 1  | 3   | 5  | 16 | -11  |

| 13 de enero de 2014, 17:00 | Brasil                    | 2:0 (0:0) | Chile | Estadio Charrúa, Montevideo |                           |
|                            | Patricia 61' · Byanca 88' |           |       | Árbitro(s): Juana Delgado   | Árbitro(s): Juana Delgado |

| 13 de enero de 2014, 19:00 | Uruguay                                   | 2:3 (0:2) | Colombia                                             | Estadio Charrúa, Montevideo |                            |
|                            | Gimena Lorenzo 46' · Ana Laura Millán 88' |           | Manuela González 10' · Leicy Santos 31' (pen.) 90+1' | Árbitro(s): Melany Bermejo  | Árbitro(s): Melany Bermejo |

| 15 de enero de 2014, 17:00 | Colombia                               | 2:0 (1:0) | Venezuela | Estadio Charrúa, Montevideo |                          |
|                            | Marcela Restrepo 40' · Shelly Cuan 81' |           |           | Árbitro(s): Olga Miranda    | Árbitro(s): Olga Miranda |

| 15 de enero de 2014, 19:00 | Uruguay               | 1:8 (1:3) | Brasil | Estadio Charrúa, Montevideo |                             |
|                            | Stephanie Lacoste 15' |           | Andressa 10' (pen.) · Patricia 29' 64' 78' · Djenifer Becker 33' · Ludmila 80' · Cassia 84' · Natalia 90' | Árbitro(s): Salomé Di Iorio | Árbitro(s): Salomé Di Iorio |

| 17 de enero de 2014, 17:00 | Colombia | 0:0 | Chile | Estadio Charrúa, Montevideo |  |
|                            |          |     |       | Árbitro(s): Sirley Cornejo  |  |

| 17 de enero de 2014, 19:00 | Uruguay           | 1:4 (1:1) | Venezuela                                                                          | Estadio Charrúa, Montevideo |                           |
|                            | Gimena Lorenzo 5' |           | María Peraza 45' · Idalys Pérez 51' · Paola Villamizar 59' · Marialba Zambrano 81' | Árbitro(s): Juana Delgado   | Árbitro(s): Juana Delgado |

| 19 de enero de 2014, 17:00 | Brasil | 0:0 | Colombia | Estadio Charrúa, Montevideo |  |
|                            |        |     |          | Árbitro(s): Olga Miranda    |  |

| 19 de enero de 2014, 19:00 | Chile                  | 1:3 (0:2) | Venezuela                                                          | Estadio Charrúa, Montevideo |                            |
|                            | Javiera Roa 73' (pen.) |           | Marialba Zambrano 7' · Michelle Romero 9' · Paola Villamizar 90+2' | Árbitro(s): Melany Bermejo  | Árbitro(s): Melany Bermejo |

| 21 de enero de 2014, 17:00 | Brasil                                           | 3:2 (3:1) | Venezuela                               | Estadio Charrúa, Montevideo |                            |
|                            | Gabriela 4' · Andressa 21' · Djenifer Becker 32' |           | Nágela 32' (a.g.) · María Rodríguez 90' | Árbitro(s): Sirley Cornejo  | Árbitro(s): Sirley Cornejo |

| 21 de enero de 2014, 19:00 | Uruguay               | 1:1 (0:0) | Chile              | Estadio Charrúa, Montevideo |                             |
|                            | Alaídes Bonilla 90+2' |           | Fernanda Araya 46' | Árbitro(s): Salomé Di Iorio | Árbitro(s): Salomé Di Iorio |

### Grupo B
| Equipo    | Pts. | PJ | PG | PE | PP | GF | GC | Dif. |
| --------- | ---- | -- | -- | -- | -- | -- | -- | ---- |
| Paraguay  | 10   | 4  | 3  | 1  | 0  | 9  | 1  | 8    |
| Bolivia   | 9    | 4  | 3  | 0  | 1  | 4  | 5  | -1   |
| Ecuador   | 6    | 4  | 2  | 0  | 2  | 6  | 5  | 1    |
| Argentina | 4    | 4  | 1  | 1  | 2  | 5  | 3  | 2    |
| Perú      | 0    | 4  | 0  | 0  | 4  | 3  | 13 | -10  |

| 14 de enero de 2014, 20:00 | Argentina | 0:1 (0:1) | Ecuador          | Estadio Municipal Parque Liebig's, Fray Bentos |                           |
|                            |           |           | Ambar Torres 17' | Árbitro(s): Yanina Mujica                      | Árbitro(s): Yanina Mujica |

| 14 de enero de 2014, 22:00 | Paraguay                                            | 2:0 (1:0) | Perú | Estadio Municipal Parque Liebig's, Fray Bentos |                         |
|                            | Yennifer Álvarez 22' · Fanny Paola Godoy Duarte 78' |           |      | Árbitro(s): Ana Marques                        | Árbitro(s): Ana Marques |

| 16 de enero de 2014, 20:00 | Ecuador | 0:1 (0:1) | Bolivia       | Estadio Municipal Parque Liebig's, Fray Bentos |                               |
|                            |         |           | Ana Rojas 22' | Árbitro(s): Gabriela Bandeira                  | Árbitro(s): Gabriela Bandeira |

| 16 de enero de 2014, 22:00 | Argentina | 0:0 | Paraguay | Estadio Municipal Parque Liebig's, Fray Bentos |  |
|                            |           |     |          | Árbitro(s): María Belen Carvajal               |  |

| 18 de enero de 2014, 20:00 | Ecuador                                                   | 4:1 (0:0) | Perú                       | Estadio Municipal Parque Liebig's, Fray Bentos |                           |
|                            | Adriana Barré 54' · Kelly Vera 58' 77' · Ambar Torres 66' |           | Scarleth Flores 87' (pen.) | Árbitro(s): Yanina Mujica                      | Árbitro(s): Yanina Mujica |

| 18 de enero de 2014, 22:00 | Argentina | 0:1 (0:0) | Bolivia       | Estadio Municipal Parque Liebig's, Fray Bentos |                            |
|                            |           |           | Ana Rojas 75' | Árbitro(s): Yeimi Martínez                     | Árbitro(s): Yeimi Martínez |

| 20 de enero de 2014, 20:00 | Paraguay                                | 3:1 (3:0) | Ecuador          | Estadio Municipal Parque Liebig's, Fray Bentos |                               |
|                            | Mirta Pico 5' · Jessica Martínez 9' 36' |           | Ambar Torres 88' | Árbitro(s): Gabriela Bandeira                  | Árbitro(s): Gabriela Bandeira |

| 20 de enero de 2014, 22:00 | Perú                | 1:2 (0:2) | Bolivia                               | Estadio Municipal Parque Liebig's, Fray Bentos |                            |
|                            | Alejandra Ramos 82' |           | Danny Pedraza 28' · Marcela Ortiz 45' | Árbitro(s): Yeimi Martínez                     | Árbitro(s): Yeimi Martínez |

| 22 de enero de 2014, 20:00 | Argentina                                                                      | 5:1 (2:0) | Perú                | Estadio Municipal Parque Liebig's, Fray Bentos |                            |
|                            | Erika Micaela Cabrera 7' 44' 78' · Cinthia Cecilia López 48' · Luana Muñoz 80' |           | Nahomí Martínez 79' | Árbitro(s): María Carvajal                     | Árbitro(s): María Carvajal |

| 22 de enero de 2014, 22:00 | Paraguay                                                                                | 4:0 (1:0) | Bolivia | Estadio Municipal Parque Liebig's, Fray Bentos |                         |
|                            | Jessica Martínez 1' · Silvana Romero 56' · Tania Espíndola 61' · Fabiola Delvalle 90+1' |           |         | Árbitro(s): Ana Marqués                        | Árbitro(s): Ana Marqués |

## Cuadrangular final
| Equipo   | Pts. | PJ | PG | PE | PP | GF | GC | Dif |
| -------- | ---- | -- | -- | -- | -- | -- | -- | --- |
| Brasil   | 9    | 3  | 3  | 0  | 0  | 11 | 0  | 11  |
| Paraguay | 6    | 3  | 2  | 0  | 1  | 6  | 2  | 4   |
| Colombia | 3    | 3  | 1  | 0  | 2  | 4  | 7  | -3  |
| Bolivia  | 0    | 3  | 0  | 0  | 3  | 0  | 12 | -12 |

| 25 de enero de 2014 | Paraguay          | 1:0 (1:0) | Colombia | Estadio Municipal Parque Liebig's, Fray Bentos |                             |
|                     | Lorena Alonso 20' |           |          | Árbitro(s): Salomé Di Iorio                    | Árbitro(s): Salomé Di Iorio |

| 25 de enero de 2014 | Brasil                                  | 3:0 (1:0) | Bolivia | Estadio Municipal Parque Liebig's, Fray Bentos |                                  |
|                     | Andressa 28' · Ludmila 81' · Byanca 87' |           |         | Árbitro(s): María Belén Carvajal               | Árbitro(s): María Belén Carvajal |

| 28 de enero de 2014 | Colombia | 0:6 (0:2) | Brasil                                                                                    | Estadio Municipal Parque Liebig's, Fray Bentos |                           |
|                     |          |           | Gabriela 10' · Patricia 15' · Andressa 61' 83' (pen.) · Djeniffer Becker 77' · Byanca 86' | Árbitro(s): Yanina Mujica                      | Árbitro(s): Yanina Mujica |

| 28 de enero de 2014 | Paraguay                                                             | 5:0 (4:0) | Bolivia | Estadio Municipal Parque Liebig's, Fray Bentos |                           |
|                     | Jessica Martínez 10' 53' · Mirta Pico 25' · Yennifer Álvarez 34' 43' |           |         | Árbitro(s): Juana Delgado                      | Árbitro(s): Juana Delgado |

| 31 de enero de 2014 | Colombia                                                            | 4:0 (1:0) | Bolivia | Estadio Municipal Parque Liebig's, Fray Bentos |  |
|                     | Marcela Restrepo 24' 70' · Jessica Peña 50' · Carolina Arbeláez 53' |           |         |                                                |  |

| 31 de enero de 2014 | Brasil                            | 2:0 (1:0) | Paraguay | Estadio Municipal Parque Liebig's, Fray Bentos |  |
|                     | Andressa 35' (pen.) · Ludmila 48' |           |          |                                                |  |

| Bandera de Brasil |
| Campeón           |
| Brasil            |
| 6.º título        |

## Tabla general de posiciones
A continuación se muestra la tabla general de posiciones:
| Pos. | Equipo    | Pts | PJ | PG | PE | PP | GF | GC | Dif. | Efect. |
| ---- | --------- | --- | -- | -- | -- | -- | -- | -- | ---- | ------ |
| 1    | Brasil    | 19  | 7  | 6  | 1  | 0  | 24 | 3  | +21  | 90,48% |
| 2    | Paraguay  | 16  | 7  | 5  | 1  | 1  | 15 | 3  | +12  | 76,19% |
| 3    | Colombia  | 11  | 7  | 3  | 2  | 2  | 9  | 9  | 0    | 52,38% |
| 4    | Bolivia   | 9   | 7  | 3  | 0  | 4  | 4  | 17 | -13  | 42,86% |
| 5    | Venezuela | 6   | 4  | 2  | 0  | 2  | 9  | 7  | 2    | 50%    |
| 6    | Ecuador   | 6   | 4  | 2  | 0  | 2  | 6  | 5  | 1    | 50%    |
| 7    | Argentina | 4   | 4  | 1  | 1  | 2  | 5  | 3  | 2    | 33,33% |
| 8    | Chile     | 2   | 4  | 0  | 2  | 2  | 2  | 6  | -4   | 16,67% |
| 9    | Uruguay   | 1   | 4  | 0  | 1  | 3  | 5  | 16 | -11  | 8,33%  |
| 10   | Perú      | 0   | 4  | 0  | 0  | 4  | 3  | 13 | -10  | 0%     |

## Clasificados aCanadá 2014
| Brasil | Paraguay |
| ------ | -------- |

## Goleadoras
| Jugadora          | Selección | Goles |
| ----------------- | --------- | ----- |
| Andressa Cavalari | Brasil    | 6     |
| Patricia Sochor   | Brasil    | 5     |
| Jessica Martínez  | Paraguay  | 5     |
| Djeniffer Becker  | Brasil    | 3     |
| Yennifer Álvarez  | Paraguay  | 3     |
| Micaela Cabrera   | Argentina | 3     |